# Upplands runinskrifter 999

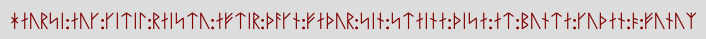
Runslingan på U 999

U 999 är en vikingatida runsten av granit med rödaktiga inslag i Åkerby, Funbo socken och Uppsala kommun.

## Placering
Runstenen står på sydöstra sidan av en liten bro över Lillån vid Åkerby. På norra sidan bron står en till rest dock omärkt sten utan inskrift. Stenen är av rödaktig granit, 1,65×0,6 m, något avsmalnande uppåt. Runhöjden är 9–10 cm.

## Inskriften

### Inskriften i runor[3]
ᚼᛅᚢᚱᛋᛁ᛬ᛅᚢᚴ᛬ᚴᛁᛏᛁᛚ᛬ᚱᛅᛁᛋᛏᚢ᛬ᛅᚠᛏᛁᚱ
ᚦᚨᚴᚾ᛬ᚠᛅᚦᚢᚱ᛬ᛋᛁᚾ᛬ᛋᛏᛅᛁᚾᛅ᛬ᚦᛁᛋᛅ
ᛅᛏ᛬ᛒᚢᚾᛏᛅ᛬ᚴᚢᚦᛅᚾ᛬ᚭ᛬ᚠᚢᚾᚢᛘ
Translitterering av runraden:
haursi : auk : kitil : raistu : aftir : þekn : faþur : sin : staina : þisa : at : bunta : kuþan : o : funum
Normalisering till runsvenska:
Haursi ok Kætill ræistu æftiʀ Þegn, faður sinn, stæina þessa, at bonda goðan a Funnum/Funum.
Översättning till nusvenska:
Hörse och Kättil reste till minne av Tägn, sin fader, dessa stenar efter en god bonde i Funbo.

## Historia
Stenen är den första referensen till sockennamnet Funbo. Sonen Hörse nämns även på U 990 i Broby, 1,5 km längre nedströms på Lillån.